# Nazar boncuk
Pour l’article homonyme, voir Nazar.

Nazar boncuk

Nazar boncuk (en turc : nazar boncuğu, vieux turc : gökçe munçuk ; nazar pour « mauvais œil » et boncuğu pour « amulette » en turc ; nazar en arabe : نظر signifiant « regard », « regard chargé » ou « mauvais présage » ; en grec : Matiasma ; ayin mazal en hébreu signifiant « œil chargé » ou « œil mauvais » : עין מזל) est une amulette traditionnellement faite en pâte de verre et visant soit à protéger contre le « mauvais œil », soit au contraire à en jeter le sortilège, l’imprécation ou la malédiction, en fonction de qui en est l’auteur et le destinataire,. L’amulette est largement répandue en Méditerranée et dans le Moyen-Orient. On la retrouve en Turquie et dans tous les pays turciques, en Grèce, en Bulgarie, en Arménie, en Azerbaïdjan, en Iran, en Afghanistan, au Pakistan, en Irak, en Syrie, au Liban, au Machrek (Égypte, Libye), à Malte et au Maghreb (Tunisie, Algérie, Maroc). Elle est couramment utilisée aussi bien par les populations chrétiennes, musulmanes, druzes, tengristes et juives séfarades.   

## Histoire et usage

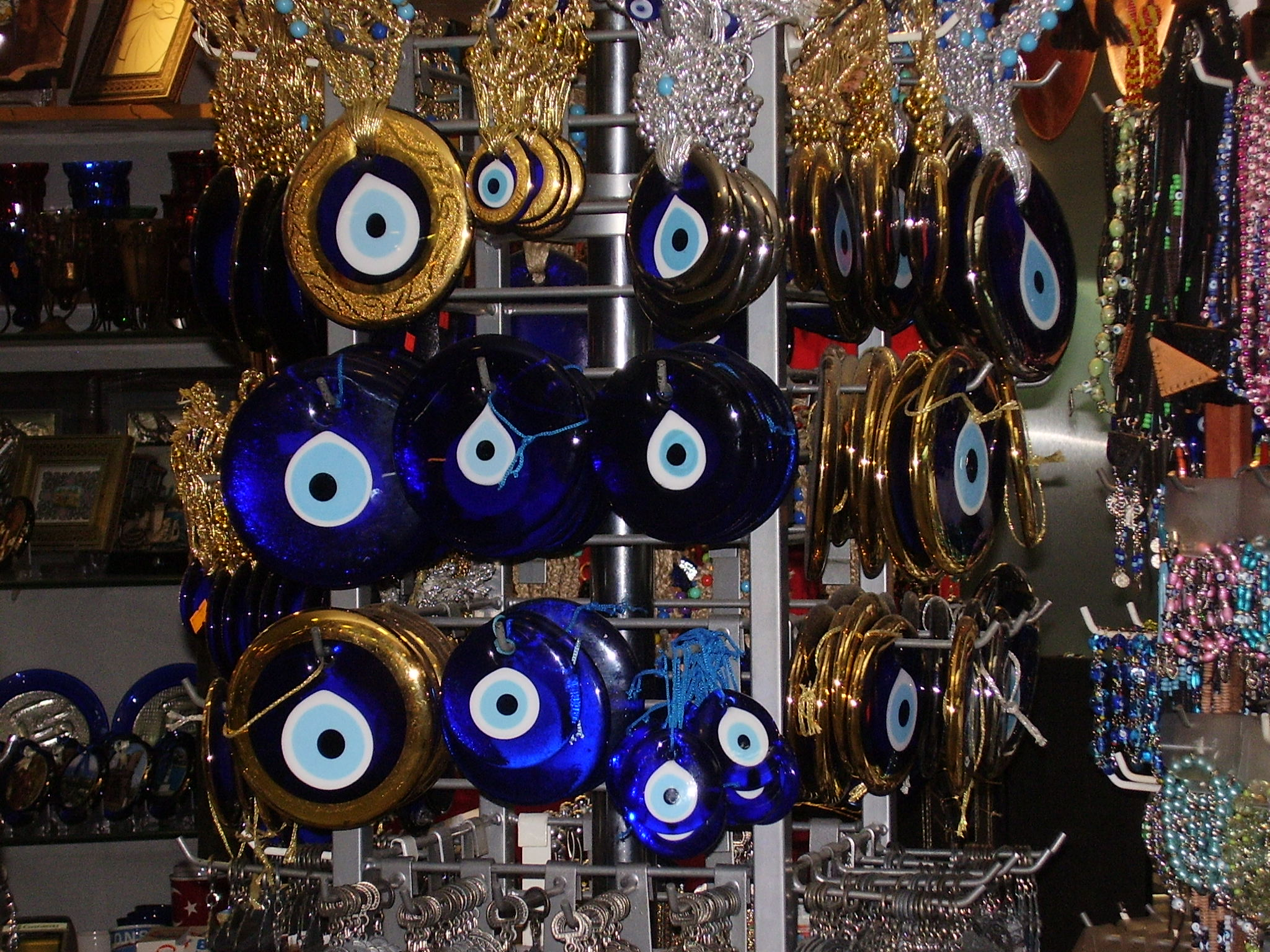
Nazar boncuk dans une boutique de souvenirs.

En Asie centrale, pendant les temps où le tengrisme dominait, les gens croyaient en des superstitions similaires, avec des amulettes comme des fers à cheval, de l'ail, des dents de loup, des épines séchées, du plomb ou des pierres, mais l'œil bleu de cristal a toujours été le plus populaire.
On trouve le nazar boncuk en Turquie, où il a fait sa première apparition[réf. nécessaire], ainsi qu’au Levant. Le Nazar Boncuk sous sa forme actuelle n'a été popularisé que durant le déclin de l'Empire ottoman à la fin du XIXe siècle. Les verriers installés dans la ville d'Izmir, voyant leur art perdre de sa popularité, décidèrent conjointement de combiner la légende du mauvais œil avec un talisman de verre en forme d’œil pour revitaliser leur art. Ce fut un succès et cette amulette turque rentra peu à peu dans les mœurs et la culture de la majorité des pays orientaux et africains du bassin méditerranéen, notamment en Grèce, à Malte et dans les populations juives séfarades des pays du Maghreb.
Puis peu à peu grâce à l'influence de l'Empire ottoman elle se popularisa en Azerbaïdjan, en Iran, en Arménie, et en Grèce. Mais c’est en Turquie que ce talisman est le plus répandu. Le nazar boncuk est donc là pour repousser les sorts, le mal, et ainsi protéger la personne et ses biens. À l'inverse, en Afrique du Nord, il est plutôt utilisé par les populations juives séfarades pour jeter un sortilège ou une malédiction.
Ce symbole peut se trouver suspendu au-dessus des portes d'entrée, sur les murs des maisons, sur les vêtements des bébés, accroché aux rétroviseurs intérieurs des véhicules : taxis, bus et camions, sur les chevaux ou comme porte-clés,. Si un « œil » se brise, c'est qu'il a joué son rôle, il a « repoussé le mal » ; il faut alors le remplacer par un nouveau. 
En Arménie, il est souvent accroché à une icône de la Mère de Dieu ou avec un crucifix suspendu au-dessus des fenêtres ou des portes, bien que le clergé arménien s’efforce d’interdire cette amulette considérée comme un syncrétisme hétérodoxe voire hérétique par le clergé, et parfois même associée à Satan.
Le nazar boncuk est une amulette, fabriquée à la main à partir de pâte de verre (parfois en plastique) généralement teintée en bleu qui a la forme d'une goutte aplatie. Les plus petits spécimens ressemblent à des pendentifs et les plus grands, à des disques plats. Il est caractéristique de par ses couleurs et est très reconnaissable avec ses formes concentriques à l'instar de l'iris d'un œil. Les couleurs du nazar boncuk se composent ainsi, en partant du centre : bleu marine, bleu clair, blanc et bleu foncé (parfois jaune / cercle à bordure dorée),. Il est donc souvent appelé « l'œil bleu ». 
Une autre dénomination qui lui est donnée est « l'œil de Fatima », du nom de la fille du prophète Mahomet. Au Moyen-Orient et en Afrique du Nord, notamment au Maroc et en Algérie, la main de Fatima est souvent combinée avec cette amulette. 
On trouve des nazar boncugu de toutes tailles, de la taille d'une tête d'épingle jusqu'à la taille d'une plaque dans les bazars et les boutiques de souvenirs. Il est généralement porté en pendentif, attaché aux anneaux ou à un bracelet pour les plus petits ou dans la version plus grande, il est alors ostensiblement suspendu (de préférence au-dessus de la porte d'entrée) ou à un mur pour « repousser le mal ». La majorité de la production des nazar boncugu est aujourd'hui faite à Kemalpaşa en Turquie dans la ville de la province İzmir à partir des bouteilles de rakı vides.

## Autres usages

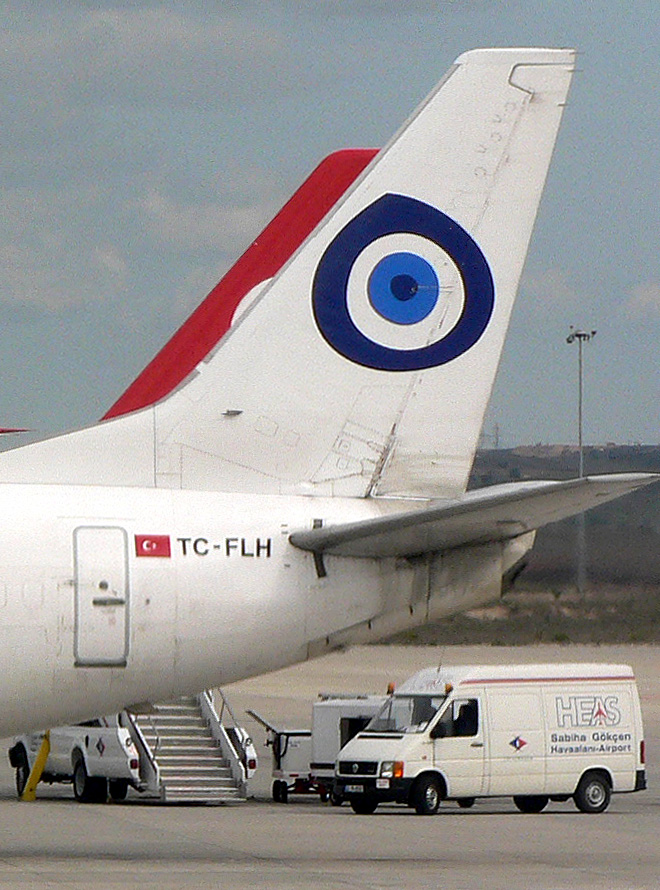
Le nazar boncuk utilisé comme logo par Fly Air.

Le symbole de nazar boncuk a été utilisé comme logotype sur la dérive des avions appartenant à la compagnie privée turque Fly Air.
Il a été adopté comme logotype pour CryEngine 3, un moteur graphique conçu par Crytek, une société de développement de jeux vidéo fondée par les trois frères Yerli, d'origine turque, à Francfort-sur-le-Main en Allemagne.
Nazar Amulet a été approuvé et sera ajouté à Unicode 11.0 et à Emoji 11.0 en 2018.
C’est également le logo des soirées de la Paris Connection qui réunit la relève des avocats, des banquiers, des communicants et des entrepreneurs de la Capitale.
Le groupe ITHAK y fait référence dans son album "Black Nazar Corporation" 